# فیات آلبیا

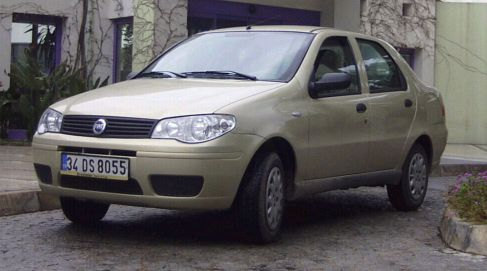

فیات آلبیا (Fiat Albea) خودرویی است که از سال ۲۰۰۲ تا ۲۰۰۹ در ترکیه و از سال۲۰۰۶تا اکنون در روسیه تولید شده است.
این خودرو در مکان های بورسا، ترکیه، مشارکت انتفاعی، توفاش و روسیه مونتاژ شده‌است.
این خودرو در کلاس خودرو کامپکت قرار گرفته و طراحی آن خودروهای موتور جلو-محور جلو بوده طول آن در حالت طبیعی ۴٬۲۱۰ میلیمتر (۱۶۵٫۷ اینچ) است. سیستم جعبه‌دندهٔ آن به صورت دستی است.